# Ecyroschema multituberculata
Ecyroschema multituberculata är en skalbaggsart som beskrevs av Stefan von Breuning 1942. Ecyroschema multituberculata ingår i släktet Ecyroschema och familjen långhorningar. Inga underarter finns listade i Catalogue of Life.